# Dimos Loutraki-Agioi Theodoroi
Dimos Loutraki-Agioi Theodoroi (Loutraki-Agioi Theodoroi, Loutraki-Perachora-Agioi Theodoroi) är en kommun i Grekland.   Den ligger i prefekturen Nomós Korinthías och regionen Peloponnesos, i den sydöstra delen av landet, 60 km väster om huvudstaden Aten. Antalet invånare är 20 040. Arean är 293 kvadratkilometer.
Terrängen i Dimos Loutraki-Agioi Theodoroi är kuperad åt sydväst, men åt nordost är den bergig.